# Palaeogryon muesebecki
Palaeogryon muesebecki är en stekelart som beskrevs av Lubomir Masner 1969. Palaeogryon muesebecki ingår i släktet Palaeogryon och familjen Scelionidae. Inga underarter finns listade i Catalogue of Life.